# Hogna sanctivincentii
Hogna sanctivincentii là một loài nhện trong họ Lycosidae.
Loài này thuộc chi Hogna. Hogna sanctivincentii được Eugène Simon miêu tả năm 1897.